# Maquet
Maquet AG (читается Маке́) — транснациональная компания, производитель и поставщик медицинского оборудования для операционных и реанимационных отделений. Поставляет операционные столы, операционные светильники, аппараты искусственной вентиляции легких (ИВЛ) и другое медицинское оборудование.
Основные области специализации компании — сердечно-сосудистая хирургия, хирургия, эндохирургия, реанимация, интенсивная терапия, урология, акушерство и гинекология.

## Экономические показатели и структура компании
Компания «Maquet» входит в группу компаний шведского концерна «Getinge Group», акции которого торгуются на Стокгольмской фондовой бирже. Концерн является поставщиком оборудования и систем для здравоохранения. Под маркой «Maquet» работает крупнейший департамент концерна «Медицинские системы», приносящий концерну 49 % продаж (2009 год) и 57 % EBITA.
В 2009 году продажи «Maquet» увеличились на 33,7 %, органический рост продаж составил 2,8 %. Продажи по регионам: Европа — 43 %, Северная Америка — 32 %, Азия и Австралия — 19 %, другие страны — 6 %.
Помимо «Maquet», концерн выпускает продукцию ещё под двумя торговыми марками — «ArjoHuntleigh» и «Getinge».

### Структура
- Сектор «Cardiovascular» — оборудование и расходные материалы для сердечно-сосудистой хирургии: оборудованием для сердечной и сосудистой хирургии, аппараты искусственного кровообращения и их компоненты: терморегулирующие аппараты, оксигенаторы; также расходные материалы для операций на открытом сердце.
- Сектор «Critical Care» — оборудование и расходные материалы для отделений реанимации и интенсивной терапии: аппараты ИВЛ (марка Servo), наркозные системы, реанимационные каталки, модульная система реанимационных отделений
- Сектор «Surgical Workplaces» — оборудование для операционных залов: модульная система операционных отделений («чистые помещения») Variop, системные и мобильные операционные столы, операционные и смотровые светильники, подвесные потолочные консоли, стационарные и мобильные перекладчики пациентов, хирургические и универсальные медицинские аспираторы, цифровые системы телемедицины, урологические и гинекологические кресла, кресла для родовспоможения.

## История компании
- 1838 — Йохан Фридрих Фишер основывает в Хайдельберге компанию по производству кресел-каталок для пациентов и другого медицинского оборудования.
- 1876 — владельцем компании становится Курт Маке (нем. Kurt Maquet), давший компании своё имя.
- 1933 — офис компании Maquet переезжает в Раштатт.
- 1958 — Эрик Кивсгаард (норв. Erik Kyvsgaard) основывает компанию POLYSTAN. Сотни госпиталей во всем мире начинают пользоваться пузырьковыми оксигенаторами «Rygg-Kyvsgaard», аппаратами «сердце-легкое» и фирменными сопутствующими и расходными материалами.
- 1978 — во Франции создается компания Alm S.A., выпускающая операционные светильники.
- 1997 — в Раштатте открывается Хирургическая академия компании Maquet, ставшая форумом для представителей науки, промышленности и практического здравоохранения.
- 2000 — шведский концерн Getinge AB приобретает компанию Maquet. Создается самостоятельное подразделение в рамках структуры Getinge — «Медицинские системы» (GETINGE Medical Systems). Начинается период быстрого роста компании.
- 2001 — компания Maquet приобретает компанию Alm и включает её в подразделение по хирургии.
- 2002 — компания Maquet приобретает компанию Heraus Med и включает её в подразделение по хирургии.
- 2003 — компания Maquet приобретает компанию Siemens LSS и включает её продукцию в новое подразделение — Critical Care.
- 2003 — компания Maquet приобретает компанию Jostra и включает её продукцию в новое подразделение — Cardiopulmonary.
- 2007 — компания Maquet приобретает компанию Oty Telemedicine и включает её в подразделение по хирургии.
- 2008 — компания Maquet пополняется подразделениями по сердечной и сосудистой хирургии, ранее входившими в состав компании Boston Scientific Corp.[источник не указан 4724 дня]
- 2009 — компания Maquet приобретает компанию Datascope и включает её в подразделение по сердечной и сосудистой хирургии..
- 2009 — бренды и марки Jostra, Polystan, Guidant, InterVascular, Datascope и сосудистые протезы марки Boston Scientific полностью интегрированы в Maquet Cardiovascular.[1]

## Основные конкуренты
По данным компании её основными конкурентами являются:
- в секторе «Surgical Workplaces» — Berchthold, Dräger, Skytron, Steris, Trumpf, OPT SurgiSystems;
- в секторе «Critical Care» — Dräger, GE, Hamilton, Phillips, Covidien, Cardinal Health;
- в секторе «Cardiovascular» — Medtronic, Sorin, Terumo.